# Buffy the Vampire Slayer: Sacrifice
«Баффи — истребительница вампиров: Жертва» (англ. Buffy the Vampire Slayer: Sacrifice) — видеоигра 2009 года, шестая в серии игр по мотивам успешного мистического телесериала «Баффи — истребительница вампиров».

## Персонажи и враги
Из основных персонажей сериала в игре появляются Баффи, Уиллоу, Джайлз и Ангел.
Основные боссы — Уоррен Мирс, Спайк, Турок-Хан, Калеб, Мастер и Изначальное Зло.
По ходу игры игроку придётся столкнуться с вампирами, зомби, демонами, Ван Талем и брингерами.

## Уровни
Действие игры происходит в знакомых обстановках — Саннидэйлская Старшая школа, дом Саммерсов, магазин Магическая шкатулка и клуб Бронза, действие в которых разбито на уровни.

## Связи с сериалом
Сюжет для игры, действие которой происходит после 7 сезона сериала, написал один из сценаристов шоу, Роб Дэс Хотел (англ. Rob Des Hotel).

## Отзывы
| Сводный рейтинг | Сводный рейтинг |
| Агрегатор       | Оценка          |
| --------------- | --------------- |
| GameRankings    | 55 %            |

Игра получила негативные отзывы критиков.